# Simon Kjær
Simon Thorup Kjær (n. 26 martie 1989, Horsens, Vejle Amt, Danemarca) este un fotbalist din Regatul Danemarcei retras din activitate, care a jucat pe post de fundaș la echipe ca Milan, Sevilla și Wolfsburg. Pe plan internațional, are prezențe la națională pentru Danemarca U19⁠(d), Danemarca U21⁠(d), Danemarca, Danemarca U18⁠(d) și Danemarca U20⁠(d).